# Pongola (Stadt)
Pongola (auch uPhongolo, von isiZulu phongolo für ‚Trog‘) ist eine Stadt in der südafrikanischen Provinz KwaZulu-Natal. Sie liegt etwa zehn Kilometer südlich der Grenze zu Eswatini im Norden der Zululand District Municipality. Der Ort ist wirtschaftliches Zentrum der Gemeinde uPhongolo und Sitz ihrer Verwaltung. 2011 hatte Pongolo 2034 Einwohner.

## Geographie
Pongola liegt am gleichnamigen Fluss, der ebenso wie die Stadt auch uPhongolo genannt wird. Der Name bezieht sich auf seine trogartige Talform. Die Stadt befindet sich auf einer Höhe von 240 Metern über dem Meeresspiegel. Nordwestlich liegt Ncotshane, das deutlich mehr Einwohner aufweist.

## Geschichte
Bis 1994 gehörte Pongola zur Provinz Transvaal, die sich in einem langen, schmalen Streifen südlich von Eswatini erstreckte.

## Wirtschaft
Die Wirtschaft von Pongola und dem Umland ist sehr stark von der Landwirtschaft geprägt. Die Stadt selbst ist von etwa 50 km² Zuckerrohr- und Zitrusplantagen umgeben. In den 1930er Jahren wurden größere Bewässerungssysteme angelegt. Neben der Plantagenwirtschaft spielt die kommerzielle Nutzung wilder Huftiere eine wichtige wirtschaftliche Rolle für die Region.
Nordwestlich der Stadt liegt der Pongola Airport.

## Persönlichkeiten
- Johan Kriek (* 1958), Tennisspieler